# Rocca di Montepoggiolo
La rocca di Montepoggiolo  è un castello del XVI secolo, costruito come ampliamento di una torre del X secolo, che sorge su un colle nel comune di Castrocaro Terme e Terra del Sole (in provincia di Forlì). Venne realizzata interamente in mattoni e progettata da Giuliano da Maiano, presenta una pianta romboidale con sugli spigoli bastioni a pianta circolare, con muratura a scarpa, secondo un modello diffuso nelle cosiddette fortificazioni di "transizione" sorte con l'avvento delle armi da fuoco. La costruzione presentava infatti anche elementi tipici delle fortificazioni medievali come il camminamento di ronda su beccatelli a mensole. Uno dei bastioni circolari, di grandi proporzioni, fungeva anche da mastio del complesso, esemplificando la funzione tipica di avamposto militare fisso con pochi addetti, ma efficace contro gli attacchi.

## Storia
Realizzata probabilmente come posto di vedetta della città di Castrocaro Terme, i primi documenti storici che riportano indirettamente informazioni su questa rocca risalgono al 906, quando viene citato tal "conte Berengario del castello di Montepoggiolo". Passò poi ai Malatesta e divenne uno dei rifugi preferiti di Gianciotto Malatesta. Nel 1403, insieme al castello di Castrocaro venne annessa al Granducato di Toscana.
Nel 1471 venne deciso il suo ampliamento da semplice torre a rocca vera e propria e tra il 1482 e il 1490 fu costruita su progetto di Giuliano da Maiano, nell'ambito di una politica complessiva di rafforzamento dei confini portata avanti dai Medici. Montepoggiolo inoltre, insieme alla Rocca di Castrocaro rappresentava un avamposto per conquistare in prospettiva un accesso all'Adriatico.
Dopo il 1564, con la costruzione della fortezza Terra del Sole a brevissima distanza e dotata di artiglieria, la rocca di Montepoggiolo perse la sua importanza.
La sua funzione fu ridotta a quella di vedetta, fino al suo disarmo avvenuto nel 1772. Nel 1782 venne ceduta e da allora è rimasta proprietà privata.